# Euphrasia frigida
Euphrasia frigida — вид трав'янистих рослин родини вовчкові (Orobanchaceae), поширений ув арктичній і субарктичній Європі та Північній Америці. Етимологія: лат. frigida — «холодний».

## Опис
Це однорічні залозисті рослини з великими квітками і короткими стеблами заввишки 3–15 см. Стебла часто зігнуті біля основи, темно-пурпурові, з короткими білими волосками 0.1–0.2 мм. Листки майже сидячі, розміщені в парах, але на дещо різних рівнях, 3–8(10) мм довжиною і шириною 3–8 мм. Листки вкриті з обох боків 4–7 від тупих до загострених зубів, тієї ж ширини, що й довжини. Стосовно всієї рослини, вони відносно великі. Обидві поверхні, як правило, фіалкові (особливо нижня поверхня) з розкиданими білими волосками. Суцвіття — китиці з ≈ 10, майже сидячих квіток. Квіти 5–15 мм у діаметрі. Чашечки дзвонові, чашолистків 4, від 4.5 до 6.5 мм, зелені, волохаті. Пелюстки довжиною 4–8 мм, з контрастним, від фіалкового до синього кольору прожилками. Тичинок 4. Плоди довжиною 4.5–6 мм і 2–3 мм завширшки коробочки з ≈ 5 насінинами. Насіння довгасте, від коричневого до чорного кольору, 1.0–1.7 мм завдовжки. Квітне з червня по серпень.

## Поширення
Європа (Велика Британія, Чехія, Хорватія, Данія, Фарерські острови, Фінляндія, Німеччина, Ірландія, Ісландія, Норвегія (вкл. Шпіцберген), Росія, Швеція); Північна Америка (пн.-сх. Канада, Гренландія). Зростає на сирих або вологих гірських луках і занедбаних пасовищах, по краях боліт і берегах озер.